# Gernsbach
Gernsbach är en kommun och ort i Landkreis Rastatt i regionen Mittlerer Oberrhein i Regierungsbezirk Karlsruhe i förbundslandet Baden-Württemberg i Tyskland.
Kommunen ingår i kommunalförbundet Gernsbach tillsammans med kommunerna Loffenau och Weisenbach.